# Scolopendra langi
Scolopendra langi är en mångfotingart som först beskrevs av Chamberlin 1927. Scolopendra langi ingår i släktet Scolopendra och familjen Scolopendridae. Inga underarter finns listade i Catalogue of Life.